# Casa Rossell
La Casa Rossell (o Casa Fiter-Riba) és una casa pairal d'Ordino, Andorra, construïda a principis del segle xvii, aprofitant un edifici anterior, i que ha estat objecte de modificacions al segle xix i principis del xx. El 2003 va ser declarada Bé d'interès cultural.

## Història
La casa pairal dels Rossell es va construir el 1611, segons consta en una placa de pedra sobre la porta d'entrada a la casa, a sota d'un pas cobert. A més de la data també hi ha la inscripció “Ant.ro”, que vol dir Antoni Rossell.
Els Rossell van ser una família molt important tant a Ordino com a la resta d'Andorra. La seva fortuna provenia de les terres que acumulaven i de les fargues de ferro: la del Serrat, oberta el 1619 amb els poderosos veïns Areny, i la farga Rossell, oberta a mitjans del segle xix. El bestiar, sobretot les ovelles, era un altre font de riquesa de la casa.
La Casa Rossell va rebre Jacint Verdaguer que s'hi va allotjar en la seva estada al Principat l'any 1883. Mossèn Cinto va oficiar missa a la capella de la casa, construïda al segle xviii.
El jurista Antoni Fiter i Rossell (1706-1748) va néixer a la Casa Fiter-Riba, abans Rossell, d'Ordino, el major dels sis fills de Joan Fiter d'Ares i de Joana Agna Fiter i Rossell, pubilla de can Rossell. Durant dotze anys administrà els béns familiars, però va declinar el dret de ser hereu de la casa pairal i del patrimoni familiar pel fet de no casar-se. El seu lloc del cap de casa el va ocupar llavors el cabaler, el seu germà Pere Fiter i Rossell. Antoni Fiter fou nomenat veguer episcopal el 1739 i fou en aquesta casa on va escriure, el 1748, el «Manual Digest de les Valls neutres d'Andorra».
Al segle xix, l'hereu de la casa era Joaquim de Riba, que va obrir la Farga Rossell i va donar suport a la Nova Reforma del 1866, i es va convertir així en rival polític dels Areny, més conservadors. El seu fill, Joaquim de Riba i Camarlot (1856-1925), va ser metge i pioner de la fotografia a Andorra casat amb Montserrat Martínez i Oliana de Barcelona, no varen tenir fills. Els darrers hereus, Joaquim de Riba Cassany (1906-1983), conseller general i fotògraf, i Lluïsa de Riba Cassany fills de Lluis de Riba i Camarlot, van morir sense descendència i la Casa Rossell va passar a ser patrimoni del Govern d'Andorra a principis dels anys 90. El 2003 es va incloure a l'inventari de béns d'interès cultural.

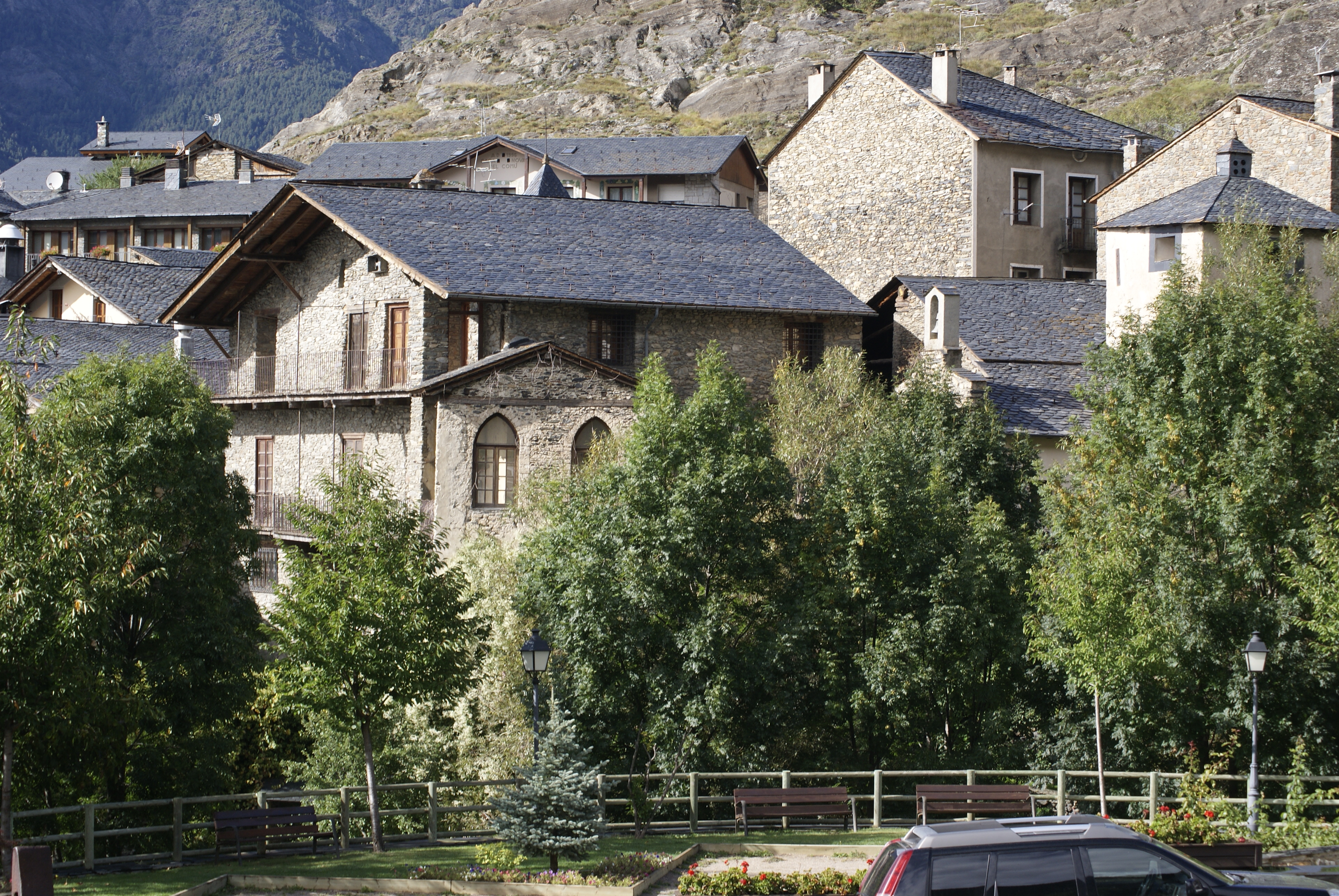
Conjunt de casa Rossell

## Descripció
És un edifici de planta lleugerament trapezoïdal, estructurat en tres crugies i amb un volum adossat a l'angle sud. La coberta és de dos vessants, amb el ràfec sobresortint per protegir la façana, i va ser rehabilitada a mitjans del segle xx. La façana principal està orientada al sud-oest i dona a un pati central. A la planta baixa té tres finestres protegides per reixes, mentre que als dos pisos superiors té sengles balconades amb baranes de ferro, on està forjada la data 1836, tres finestres balconeres al primer pis i quatre al segon.
Al cap de casa (darrer pis) destaquen els orificis d'un colomer de façana. La porta d'entrada a la casa està situada a la façana nord-oest i queda sota un pas cobert. Hi ha una pedra amb la data 1611. A l'angle sud, a principis del segle XX es va afegir un volum que a la planta baixa actua de portal d'entrada al pati, mentre que al pis superior hi ha una galeria o solana que en dues de les seves cares té finestres en arc apuntat d'estil neogòtic.
A l'interior, a la planta baixa hi havia els cellers d'oli, vi i carn. A la primera planta té dos dormitoris amb alcova (llit més vestidor o saleta), sala noble i la cuina. A la segona planta hi havia altres dos dormitoris amb alcova i una cinquena habitació més petita. A sota coberta hi ha unes golfes.
Davant de la casa hi ha un pati empedrat, i al seu costat nord-oest una gran era amb corts a planta baixa i paller al pis superior, on destaca el gran gaial d'una sola obertura que ocupa tota l'amplada de la façana.